# Iraqs
Iraqs és el nom emprat per referir-se conjuntament a dues regions medievals musulmanes:
- L'Iraq Ajamita (o Iraq Ajemí) que correspon a la part occidental de l'Iran
- L'Iraq Arabí, que correspon a grans trets al modern Iraq exclòs el Kurdistan